# روبن ریسیگ
روبن ریسیگ (انگلیسی: Ruben Reisig؛ زادهٔ ۱۶ مارس ۱۹۹۶) بازیکن فوتبال اهل آلمان است.
از باشگاه‌هایی که در آن بازی کرده‌است می‌توان به باشگاه فوتبال وی‌اف‌آر آلن اشاره کرد.